# دانييل برنولي
دانييل برنولي (8 فبراير 1700 – 17 مارس 1782)، عضو في الجمعية الملكية، عالم رياضيات وفيزيائي سويسري من أصل هولندي، وواحداً من أبرز علماء الرياضيات في عائلة بيرنولي. يعرف دانييل بدوره الكبير في تطبيق مبادئ الرياضيات في الميكانيكا ولا سيما ميكانيكا الموائع، ولإسهاماته في الإحصاء والإحتمالات. أشهر عمل له كان كتابه الموائع المتحركة الهيدروديناميكا الذي نشر عام 1738 م ووضع فيه دراسة نظرية وعملية لاتزان المائع وسرعته وضغطه، وبين أن ضغط المائع يقل إذا زادت سرعته، وهو ما يعرف حاليا بمبدأ برنولي. إحدى مشتقات قانون انحفاظ الطاقة، الذي يصف طريقة عمل اثنين من أهم آلات القرن العشرين الخلاط وجناح الطائرة بطريقة رياضية.

## النشأة

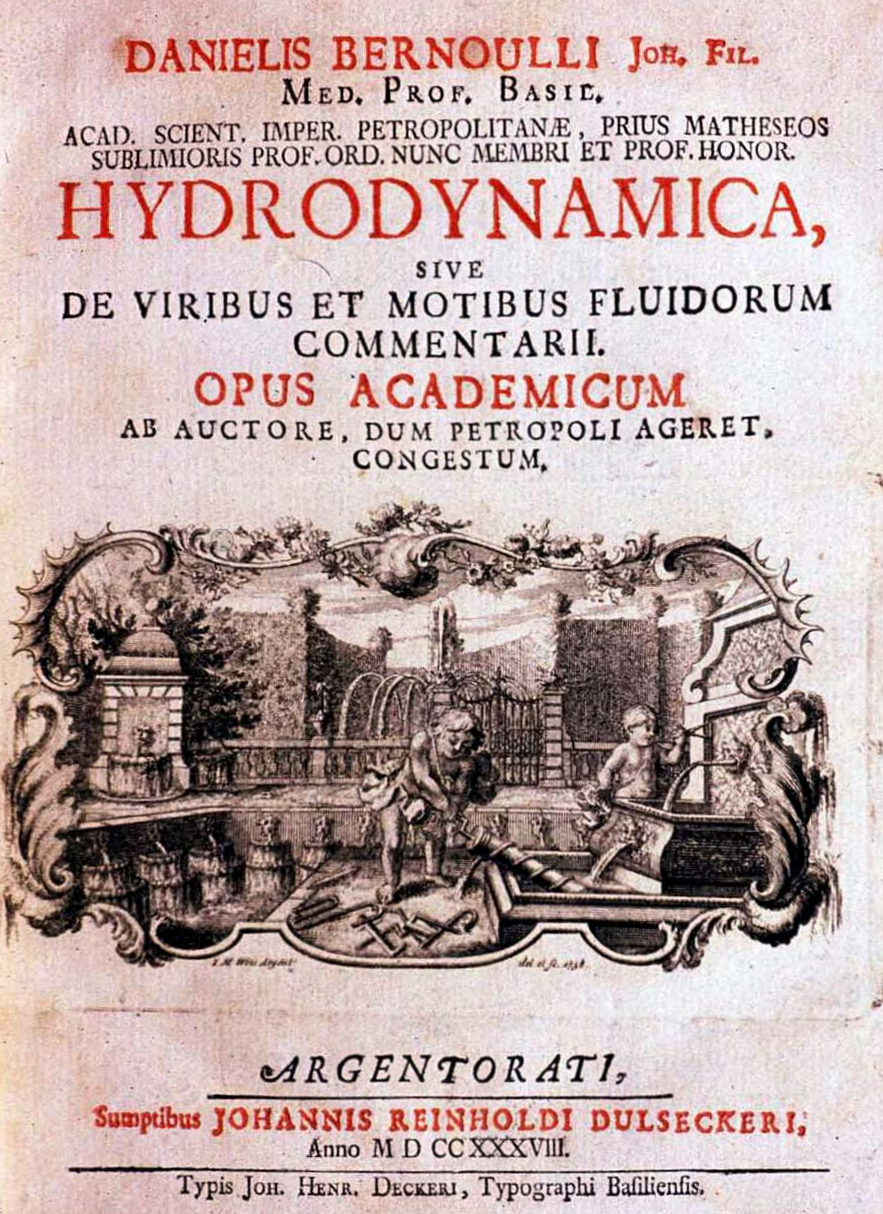
الغلاف الخارجي لكتاب هيدروديناميكا المنشور في عام 1738.

ولد دانييل برنولي في مدينة غروننغن، هولندا لعائلة من الرياضيين البارزيين. هاجرت عائلته من أنتويرب وقت الاحتلال الأسباني لهولندا، هربا من اضطهاد الهوغونوتيين الإسبانيين. أمضت العائلة فترة قصيرة في فرانكفورت ثم انتقلت إلى بازل في سويسرا.
دانيال هو ابن عالم الرياضيات الشهير يوهان بيرنولي (واحد من أبرز علماء التفاصل والتكامل)، وابن أخ ياكوب بيرنولي (أول من اكتشف نظرية الإحتمالات). كان لدى دانيال أخوين، نيكولاس ويوهان الثاني. وصف والتر ويليم روز بول (14 أغسطس 1850 - 4 أبريل 1925) دانيال برنولي قائلا «حتى الآن يعتبر هو الأقدر في عائلة بيرنولي».
كانت علاقة دانيال مع والده سيئة. نتيجة دخول كلاهما في صراع على المركز الأول في مسابقة علمية في جامعة باريس، لم يستطع جوهان أن يتحمل حرج مقارنته بابنه، فطرده من المنزل. كما سرق بعض من أفكار ابنه من كتابه هيدروديناميكا. وبالرغم من ذلك سامح دانيال أباه ورغب في المصالحة. رفض والده المصالحة وحمل الحقد له حتى وفاته.
عندما كان دانيال في سن صغيره، شجعه والده على دراسة إدارة الأعمال، ووعده بمكافآت إذا استمر في الدراسة. رفض دانيال هذا العرض وأصر على دراسة الرياضيات. ولكن بعد ذلك حقق أمنية والده ودرس إدارة أعمال. ثم طلب منه بعد ذلك دراسة الطب، الأمر الذي وافق عليه دانيال بشرط أن يعلمه والده الرياضيات. درس دانيال الطب في جامعة بازل، جامعة هايدلبرغ وجامعة ستراسبورغ. وحصل على درجة دكتوراه في علم التشريح وعلم النبات في عام 1721.
كان دانيال صديقا مقربا لليونهارت أويلر. في عام 1724، اُنتدب إلى سانت بطرسبرج كأستاذ رياضيات، لكنه لم يكن سعيدا هناك، في عام 1733 مرض دانيال وقدم طلب ليغادر سانت بيترسبرغ. عاد بعدها إلى جامعة بازل، وحاز على رئاسة قسم الطب والميتافيزيقا والفلسلفة الطبيعية تباعا حتى وفاته.
في مايو عام 1750، تم انتخاب دانيال لزمالة الجمعية الملكية.

## المساهمات الرياضية
نشر دانيال أول أعماله الرياضية في عام 1724 بعنوان Exercitationes (التمارين الرياضية) بمساعده عالم الرياضيات الألماني كريستيان غولدباخ. بعد ذلك بعامين أشار لرغبته الملحِّة في تحليل الحركة المركبة إلى حركات مصاحبة والحركة الدوارة. بينما يعتبر كتابه الهيدروديناميكا هو أهم أعماله، نشر في عام 1738، التي اهتمت بتبسيط ميكانيكا جوزيف لويس لاغرانج التحليلية في محاولة منه لإيجاد قانون واحد يشمل جميع العلاقات. وهو ما يعرف الآن بقانون حفظ الطاقة. نشر بعد ذلك مذكراته عن المد والجزر تزامنا مع مذكرات أويلر وكولين ماكلورين، كرمت الأكاديمية الفرنسية الثلاث مذكرات، التي جمعت ما بين مبادئ إسحاق نيوتن وفلسفته الطبيعية وإسهامات بيير سيمون لابلاس. كما كتب بيرنولي عدداً لا بأس به من الأوراق البحثية تناقش مختلف الأسئلة الميكانيكيه، وخاصة المتعلقة باهتزاز السلاسل، وعن دور كلا من بروك تايلور ولورن دالمبير في تطوير الرياضيات.
حاول كلا من بيرنولي وأويلر اكتشاف المزيد حول تدفق الموائع بشكل عام، وعن العلاقة بين سرعة تدفق المائع وضغطه بشكل خاص. وللوصول إلى تلك العلاقة، ثقب دانيال جدار أنبوب اختبار ولاحظ أن ارتفاع السائل في الأنبوبة مرتبط بضغط الغاز في الأنبوبة.
لم يمر كثير من الوقت إلا واستخدم أغلب الأطباء هذا المبدأ في قياس ضغط دم المريض باستخدام أنبوبة زجاجية تتصل بالشرايين. استمر هذا الوضع حوالي 170 عاما، حتى عام 1896 عندما إكتشف طبيب إيطالي طريقة أقل إيلاما والتي لا تزال تستخدم حتى اليوم.
ما زالت طريقة بيرنولي لقياس الضغط حتى الآن في الطائرات الحديثة لقياس سرعة الهواء المار بجانب الطائرة.
يعد صياغة دانيال برنولي لقانون بقاء الطاقة هو أهم وأشهر أعماله. فمع ملاحظته تحول الطاقة الحركية إلى طاقة وضع عند السير لأعلى، استنتج أن السائل المتحرك يحول طاقته الحركية إلى ضغط حسب المعادلة التالية:
{\displaystyle {\tfrac {1}{2}}\rho u^{2}+P={\text{constant}}}
حيث
- P هو الضغط
- ρ كثافة المائع
- U السرعة

يوضح هذا القانون العلاقة العكسية بين سرعة المائع وضغطه، فإذا زادت السرعة قل الضغط والعكس صحيح. يستخدم هذا المبدأ في صناعة أجنحة الطائرات المصممة لجعل سرعة الهواء أعلى الجناح أكبر من سرعته أسفل الجناح للتحكم في الضغط الذي يتعرض له، ولاستغلال هذا الضغط في رفع الطائرة لأعلى.

## علم الإحصاء
في عام 1738، ألف دانيال برنولي كتاب نظرية جديدة في قياس المخاطر (Specimen theoriae novae de mensura sortis)، كانت فيها مفارقة سانت بطرسبرغ هي أساس نظرية معدل المخاطرة وعلاوة المخاطرة المنتظمة.
في عام 1766، استخدم بيرنولي هذه النظرية في تحليل بيانات إحصائية عن مرض الجدري، ومعدل الوفيات، في محاولة منه لإثبات فعالية التطعيم.

## الفيزياء
في كتابه الهيدروديناميكا، المنشور عام 1738 أرسى الأساس العلمي للنظرية الحركية للغازات، وطبق الفكرة في شرح قانون بويل. عمل بيرنولي مع أويلر في دراسة مرونة المواد وساهم في صياغة معادلة شعاع أويلر-بيرنولي (تعرف أيضا باسم نظرية الجائز لأويلر-بيرنولي، ونظرية الجائز الكلاسيكية) والتي تصف العلاقة بين انحراف الكمرات والحمل المسلط عليها كالتالي:
{\displaystyle {\frac {\mathrm {d} ^{2}}{\mathrm {d} x^{2}}}\left(EI{\frac {\mathrm {d} ^{2}w}{\mathrm {d} x^{2}}}\right)=q\,}
حيث
- {\displaystyle q} هو الحمل الموزع
- {\displaystyle E} عامل اللدونة
- {\displaystyle I} عزم المساحة الثاني

لمبدأ بيرنولي دور هام في تطوير وتطبيقات الديناميكا الهوائية. وفقا لليون برويون، تمت صياغة مبدأ التراكب لأول مرة في عام 1753 من قبل دانيال بيرنولي
«الحركة العامة لنظام هزاز عبارة عن محصلة تأثيرين أو أكثر».

## روابط خارجية
- دانييل برنولي على موقع الموسوعة البريطانية (الإنجليزية)
- دانييل برنولي على موقع إن إن دي بي (الإنجليزية)